# Boeing XP-7
Il Boeing XP-7, designazione aziendale Model 93, fu un aereo da caccia monomotore, monoposto e biplano, sviluppato dall'azienda aeronautica statunitense Boeing nella seconda metà degli anni venti del XX secolo e rimasto allo stadio di prototipo.
Evoluzione del Boeing Model 15, specificatamente nella versione PW-9D, come velivolo sul quale valutare la capacità di incrementarne le prestazioni adottando il nuovo propulsore Curtiss V-1570 Conqueror, alla ricerca di elevate prestazioni complessive, a una valutazione comparativa con gli altri PW-9.
Benché le prove di volo avessero confermato l'idoneità del V-1570 come propulsore adatto ai caccia, le prestazioni ottenute dall'XP-7 non si discostarono significativamente da quelle già espresse dal PW-9D pre-modifiche, per cui le autorità militari annullarono il previsto ordine per altre quattro unità e l'XP-7 venne riconvertito allo standard PW-9D.

## Storia del progetto
Nel 1926 lo United States Army iniziò a testare un nuovo propulsore che la Curtiss Aeroplane and Motor Company aveva proposto come alternativa alla motorizzazione dei modelli in dotazione ai reparti da caccia del suo servizio aeronautico, l'Air Service (USAAS). Il nuovo motore, inizialmente indicato come Curtiss Conqueror, riproponeva l'architettura del precedente D-12, 12 cilindri a V raffreddato a liquido, ma introducendo alcune particolarità tecnologiche come l'impiego di fasce elastiche (tecnologia all'avanguardia, per l'epoca) e per l'impianto di raffreddamento pressurizzato.

## Tecnica
L'XP-7, essendo sostanzialmente una rimotorizzazione del PW-9, ne riproponeva aspetto, convenzionale per i caccia dell'epoca, e tipologia di costruzione: cellula monoposto, realizzata in tecnica mista, gruppo motoelica in configurazione traente, velatura biplana e carrello fisso.
La fusoliera, realizzata con struttura in tubi in acciaio saldato rinforzato con filo armonico, integrava l'unico abitacolo aperto, protetto da un parabrezza, accessibile dal lato tramite opportune cavità dove infilare i piedi a modo di scala e una piccola paratia abbattibile verso l'esterno per agevolare l'entrata del pilota. Posteriormente terminava in un convenzionale impennaggio monoderiva con piani orizzontali controventati, tuttavia introduceva alcune differenze dal modello da cui derivava:  il piano di coda era interamente in duralluminio e adottava un diverso tipo di pattino d'atterraggio.
La velatura riproponeva la configurazione biplano-sesquiplana, con ala inferiore dall'apertura notevolmente più corta rispetto a quella superiore. Del PW-9 conservava la pianta, rastremata con estremità arrotondate, e struttura, lignea, ma introduceva un diverso sistema di controllo degli alettoni. Anche i montanti interalari che collegavano le due ali riproponevano la soluzione già adottata, due per lato, di forma "a N", realizzati in tubi in acciaio a profilo aerodinamico e integrati con tiranti in cavetti d'acciaio a irrigidire ulteriormente l'intera struttura.
Il carrello d'atterraggio era di tipo biciclo fisso, con gambe di forza ruotate e ammortizzate montate su struttura collassabile a sospensione elastica collegata alla parte ventrale della fusoliera, integrate da un pattino d'atterraggio anch'esso ammortizzato posizionato sotto la coda.
La propulsione era affidata a un motore Curtiss V-1570 Conqueror, un 12 cilindri a V di 60° raffreddato a liquido, in grado di esprimere una potenza pari a 600 hp (447 kW). Posizionato all'apice anteriore della fusoliera, racchiuso in una cofanatura metallica, trasmetteva il moto a un'elica bipala. La copertura, riprogettata rispetto al PW-9 per i diversi ingombri del Curtiss D-12, integrava il grande radiatore dell'impianto di raffreddamento posizionato sotto il cofano motore.
L'armamento offensivo era costituito da due mitragliatrici di diverso calibro, una da 7,62 mm (0,30 in) e una da 12,7 mm (0,50 in), montate in caccia davanti all'abitacolo e integrate nella copertura superiore del propulsore, sparanti, abbinate a un dispositivo di sincronizzazione, attraverso il disco dell'elica.

### Fonti
1. ↑  Angelucci 1987, pp. 32-33.